# Caxaraville (Sarandón)
Caxaraville es una aldea española situada en la parroquia de San Miguel de Sarandón, del municipio de Vedra, en la provincia de La Coruña, Galicia. Según el IGE a fecha de 2021 cuenta con una población de 46 habitantes.
El topónimo se formó de casar que procede del latín vulgar casale y significa casa de campo y aville del latín avilius o abilius.